# Kloneus
Kloneus is een geslacht van vlinders uit de onderfamilie Macroglossinae van de familie pijlstaarten (Sphingidae).

## Soorten
- Kloneus babayaga Skinner, 1923